# 05:22:09:12 Off
05:22:09:12 Off é o oitavo álbum de estúdio da banda de EBM/Industrial Front 242, lançado em 2 de novembro de 1993. O título do álbum trata-se de simples substituição dos números pela posição numérica no alfabeto inglês, formando assim a palavra "Evil Off", assim como no álbum anterior, 06:21:03:11 Up Evil.

## Faixas
Todas as feixas foram escritas por Front 242 e publicadas pela Red Rhino.
| N.º | Título                                       | Duração |  |
| 1.  | "Animal (Cage)"                              | 3:00    |  |
| 2.  | "Animal (Gate)"                              | 3:02    |  |
| 3.  | "Animal (Guide)"                             | 2:44    |  |
| 4.  | "Modern Angel"                               | 4:12    |  |
| 5.  | "Junkdrome"                                  | 7:35    |  |
| 6.  | "Serial Killers Don't Kill Their Girlfriend" | 5:58    |  |
| 7.  | "Skin (Fur coat)"                            | 3:59    |  |
| 8.  | "GenEcide"                                   | 6:53    |  |
| 9.  | "Crushed"                                    | 6:13    |  |
| 10. | "offEND"                                     | 1:38    |  |
| 11. | "Animal (Zoo)"                               | 4:02    |  |
| 12. | "Serial Killers Don't Kill Their Boyfriend"  | 3:09    |  |
| 13. | "Happiness (More angels)"                    | 6:38    |  |
| 14. | "Crushed (Obscene)"                          | 4:11    |  |
| 15. | "Melt (Again)"                               | 5:06    |  |
| 16. | "Speed Angels"                               | 2:52    |  |

## Créditos
- Jean-Luc De Meyer - vocais
- Daniel Bressanutti - teclados, programação, mixagem ao vivo
- Patrick Codenys - teclados, programação, samplers
- Richard Jonckheere, "Richard 23" - percussão, vocais